# 钩虫感染
钩虫感染（英语：Hookworm infection）是由一种被称为钩虫的肠道寄生虫引起的感染。最初，感染部位可能会出现瘙痒和皮疹。那些仅受少量钩虫感染的人可能不会表现出任何症状；而那些被大量钩虫感染的人可能会出现腹痛、腹泻、体重减轻、疲倦和贫血。儿童的心理和身体发育也可能会受到影响。
人类中常见的两种钩虫感染是钩虫病和板口线虫病，分别由十二指肠钩口线虫和美洲板口线虫引起。钩虫的卵沉积在感染者的粪便中。如果这些卵进入环境中，它们便可孵化成幼虫，然后穿透人类的皮肤以实现感染。其中一种类型还可以通过受污染的食物进行传播。风险因素包括在气候温暖、卫生条件较差的地方赤脚行走。诊断是通过用显微镜检查粪便样本来进行的。
通过不在该疾病常见的地区赤脚行走，可以在个人层面上预防该疾病。从人群层面来看，减少户外排便、不使用未经处理的粪便作为肥料以及进行大规模驱虫是有效的。根治钩虫感染通常须使用阿苯达唑或甲苯咪唑等药物进行一至三天的治疗。贫血患者可能还需要补充铁剂。
截至2015年，钩虫感染了约4.28亿人。儿童和成人均可能发生严重感染，但成人感染者较少。钩虫感染很少致命。钩虫感染是一种土源性蠕虫病，被归类为一种被忽视的热带疾病。

## 症状和体征
钩虫感染没有特定的症状或体征，但会引起肠道炎症、进行性缺铁性贫血和蛋白质缺乏。严重感染有时会导致咳嗽、胸痛、喘息和发烧。早期或晚期感染可能出现上腹痛、消化不良、恶心、呕吐、便秘和腹泻等症状，但胃肠道症状通常会随着时间的推移而减轻。晚期严重感染的症状包括贫血、蛋白质缺乏症、消瘦、心力衰竭、全身性水肿和腹胀伴腹水。
钩虫幼虫侵入皮肤（主要在美洲地区）会引发一种称为皮肤幼虫移行症（Cutaneous larva migrans，CLM，也称为移动性幼虫疹）的皮肤病。这些幼虫的宿主不是人类，它们只能穿透皮肤的上五层，并引起强烈的局部瘙痒，通常发生在脚部或小腿上，因此被称为地痒疹（Ground itch）。这种感染是由巴西钩口线虫（Ancylostoma braziliense）的幼虫引起的。幼虫在皮肤基底细胞层和角质层之间的曲折通道中迁移，引起匍行性水泡病变。随着幼虫的进一步移动，病变的后部逐渐变得干燥并结痂。这些病变部位通常会剧烈瘙痒。

### 潜伏期
潜伏期可能从几周到几个月不等，主要取决于个体感染的寄生虫的数量。

## 成因

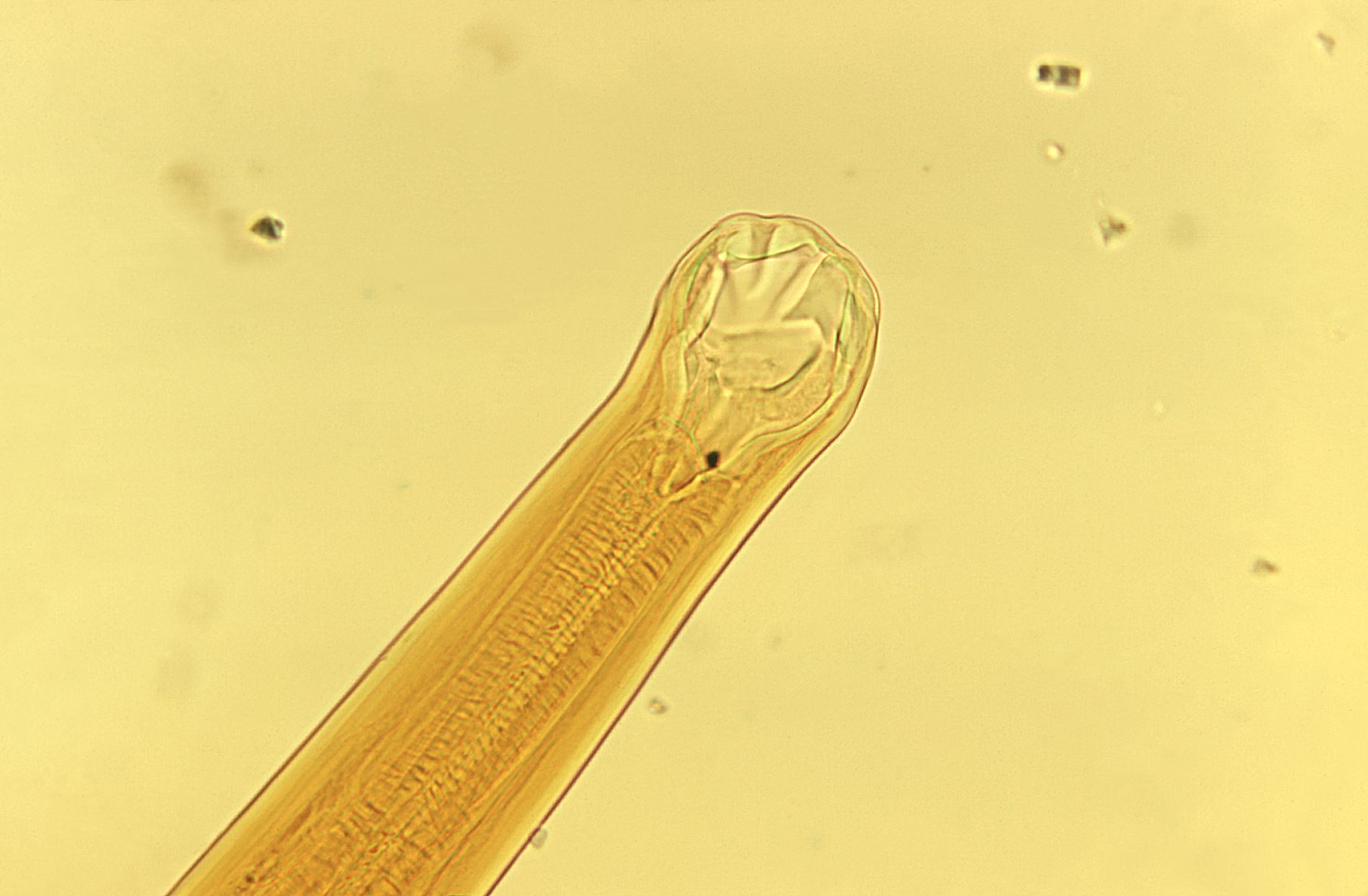
巴西钩口线虫的口器

常见的人类钩虫感染包括钩虫病（Ancylostomiasis）和板口线虫病（Necatoriasis）。钩虫病是由十二指肠钩口线虫（Ancylostoma duodenale）引起的，这种钩虫在中东、北非、印度和（以前）南欧地区较为常见。板口线虫病是由美洲板口线虫（Necator americanus）引起的，这种钩虫在美洲、撒哈拉以南非洲、东南亚、中国和印度尼西亚地区较为常见。
其他动物如鸟类、狗和猫也可能受到感染。例如，管形钩口线虫（Ancylostoma tubaeforme）感染猫，犬钩口线虫（Ancylostoma caninum）感染狗，而巴西钩口线虫（Ancylostoma braziliense）和狭头弯口线虫（Uncinaria stenocephala）可以感染猫和狗。其中一些感染也可能传染给人类。

### 形态学
十二指肠钩口线虫呈灰白色或粉红色，头部相对于身体其他部分略微弯曲。这种弯曲在前端形成了明显的钩形，钩虫因此而得名。它们口器非常发达，并具有两对牙齿。雄虫长约1厘米，宽约0.5毫米；而雌虫通常更长且更粗。此外，可以根据突出的后交配囊的存在来区分雄性和雌性。
美洲板口线虫在形态上与十二指肠钩口线虫非常相似。美洲板口线虫通常比十二指肠钩口线虫小，雄虫长约5至9毫米，而雌虫长约1厘米。美洲板口线虫在颊囊中拥有一对切割板。此外，板口线虫的钩形比钩口线虫的更加明显。

### 生命周期

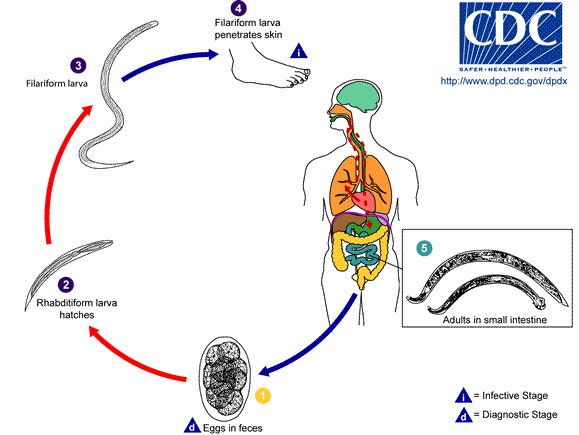
钩虫的生命周期

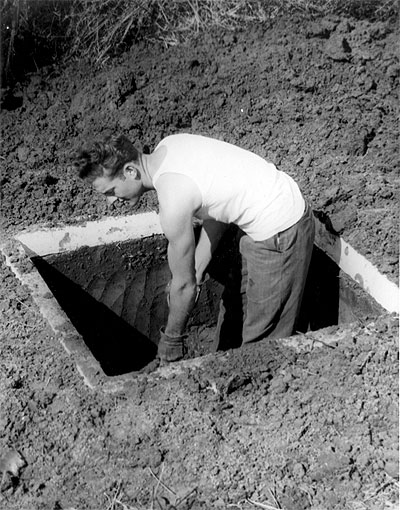
1943年至1947年间，民间公共服务人员在密西西比州和佛罗里达州建造并安装了2065个户外厕所，用于消灭钩虫

钩虫在温度超过18°C的温暖土壤中繁衍生息。钩虫主要存在于沙土或壤土中，而无法在黏土或淤泥中生存。钩虫只能生存在年均降雨量超过1000毫米的地区。只有具备这些条件，钩虫的卵才能孵化。美洲板口线虫的感染性幼虫可以在较高的温度下生存，而十二指肠钩口线虫的感染性幼虫更能适应较冷的气候。一般来说，钩虫在自然条件下最多只能存活几周，在阳光直射或干燥的条件下几乎会立即死亡。
感染宿主的是幼虫而不是卵。虽然十二指肠钩口线虫可以通过口腔摄入，但较常见的感染方式是通过皮肤，这通常是由于赤脚在被粪便污染的地区行走引起的。幼虫能够穿透足部的皮肤，一旦进入体内，幼虫就会通过血管系统迁移到肺部，并从那里进入气管，然后被吞咽。接着，幼虫会沿着食道进入消化系统，最终幼虫将逗留在肠道，并在肠道中成长为成虫。
一旦进入宿主的肠道，板口线虫往往会引发长期感染，通常将持续1至5年（许多成虫在感染后一两年内就会死亡），但据记录，一些成虫最多可以存活18年。钩口线虫成虫的寿命很短，平均只能存活约6个月左右。然而，感染可能会延长，因为幼虫可以进入休眠状态，在宿主的组织中存活数年。当成虫死亡后，休眠的幼虫可以被激活，发育成新的成虫，继续感染。这可能会导致感染患病率和强度的季节性波动（除了正常的传播季节性变化）。
它们在宿主体内交配，雌虫每天产下多达3万个卵，一生中大约产下1800至5400万个卵，这些卵会随粪便排出体外。由于成虫需要5至7周的时间才能成熟、交配和产卵，因此在感染非常严重的早期阶段，可能会出现急性症状，但在患者的粪便中不会检测到任何虫卵。这会导致诊断变得非常困难。
美洲板口线虫和十二指肠钩口线虫的卵可以在温暖、潮湿的土壤中找到，最终孵化成第一阶段幼虫，即L1。L1是非感染性横杆状阶段，以土壤微生物为食，最终蜕变成第二阶段幼虫，即L2，同样也处于横杆状阶段。它会摄食约7天，然后蜕变成第三阶段幼虫，即L3。这是寄生虫的丝状阶段，即幼虫的非摄食感染性形式。L3幼虫活动能力极强，会寻找地势较高的地方以增加穿透人类宿主皮肤的机会。L3幼虫在没有宿主的情况下可以存活长达2周。美洲美洲板口线虫幼虫仅通过皮肤穿透进行感染，而十二指肠钩口线虫幼虫可以通过穿透和口腔感染。L3幼虫成功进入宿主后，它们会穿过人类宿主的皮下微静脉和淋巴管。最终，L3幼虫通过肺毛细血管进入肺部，然后钻出到肺泡中。接着它们沿着气管向上移动，被宿主咳出并吞咽。被吞咽后，L3幼虫会进入小肠，并在那里蜕皮进入成虫阶段，即L4。从皮肤穿透到成虫发育的整个过程大约需要5至9周。雌成虫会释放卵（美洲板口线虫大约每天9千至1万个卵，十二指肠钩口线虫大约每天2.5万至3万个卵），并通过宿主的粪便排出体外。这些卵在几天内就会在环境中孵化，然后开始新一轮的循环。

## 病理生理学
钩虫感染通常被认为是无症状的，但正如诺曼·斯托尔（Norman Stoll）在1962年所述，钩虫感染是一种极其危险的感染，因为其损害是“无声且阴险的”。个体在感染后不久可能会出现一般症状。地痒疹，在感染美洲板口线虫的患者中很常见，是寄生虫穿透和进入身体部位时引起的过敏反应。此外，当幼虫开始侵入肺泡并沿气管向上移动时，可能会导致咳嗽和肺炎。而一旦幼虫到达宿主的小肠并开始成熟，感染者就会出现腹泻和其他胃肠不适症状。然而，斯托尔所指的“无声且阴险的”症状与慢性、高强度的钩虫感染有关。钩虫感染最严重的并发症是由肠道出血、缺铁性贫血和蛋白质营养不良引起的。这主要是由寄生在小肠中的成虫摄食血液、破怀红细胞并降解宿主的血红蛋白引起的。这种长期失血可以通过面部和周围水肿在身体上表现出来。一些钩虫感染患者也会出现由缺铁性贫血引起的嗜酸性粒细胞增多和异食癖（通常为食土癖）。近年来，人们对钩虫感染的其他重要后果也越来越重视，这些后果在公共卫生中起着重要作用。现在人们普遍认为，患有慢性钩虫感染的儿童会出现生长迟缓，以及智力和认知障碍。此外，也有研究重点关注孕妇在怀孕期间感染钩虫可能对母婴产生不良后果。
钩虫感染是通过肠道内长度为0.85至1.27厘米的钩虫（十二指肠钩口线虫）引起的，这一发现主要归功于西奥多·比尔哈茨（Theodor Bilharz）和威廉·葛利辛格（Wilhelm Griesinger）于1854年在埃及的研究工作。
钩虫感染的症状可能与肠道炎症有关，这种炎症是由钩虫在肠道中吸血引起的。感染症状包括恶心、腹痛和间歇性腹泻；在长期感染的情况下，钩虫会导致进行性贫血，其症状如食欲无常、异食癖（通常为食土癖）、顽固性便秘伴随腹泻、心悸、丝脉、皮肤冰凉、黏膜苍白、疲劳虚弱、气短；在严重的病例中，还可能出现痢疾、出血和水肿。这些钩虫吸血并损伤黏膜。然而，粪便中的失血并不明显。
在早期感染中，血液检查通常会显示嗜酸性粒细胞的数量增加。嗜酸性粒细胞是一种白细胞，最先受到组织中钩虫感染的刺激（局部炎症反应中也存在大量嗜酸性粒细胞）。在长期感染引发贫血的情况下，血液中的血红蛋白水平会下降。
与大多数肠道蠕虫病相比，钩虫的患病率和强度在成年男性中可能更高（蠕虫病感染最严重主要发生在儿童中）。对此的解释是，钩虫感染往往是职业性的，由同事和其他亲密群体通过污染他们的工作环境来维持高感染率。然而，在大多数流行地区，成年女性受贫血影响最严重，主要是因为她们对铁的生理需求更高（月经、重复怀孕等）。值得注意的是，在十二指肠钩口线虫感染的情况下，幼虫会通过母乳传播传染给婴儿。该物种的幼虫穿透皮肤后并不会全部立即通过肺部进入肠道，而是通过循环系统传播到全身，并在肌肉纤维中休眠。在孕妇分娩后，部分或全部幼虫会受到刺激并重新进入循环系统（可能是由于荷尔蒙突然变化所致），然后进入乳腺，使婴儿通过母乳摄入大量的感染性幼虫。这解释了在中国、印度和澳大利亚北部等地区出现的一些难以解释的婴儿感染情况，即出生约一个月左右的婴儿出现了非常严重甚至致命的钩虫感染。同样的现象在犬类的犬钩口线虫感染中更为常见，新生的幼崽甚至可能因大量摄入钩虫引发的肠道出血而死亡。这也反映了人类和犬类寄生虫之间密切的进化联系，它们可能有一个共同的祖先，可以追溯到人类和狗最初开始紧密生活在一起的时期。丝状幼虫是寄生虫的感染阶段，当土壤中的幼虫穿透皮肤，或者在穿透皮肤后通过受污染的食物和水摄入时，就会发生感染。

## 诊断

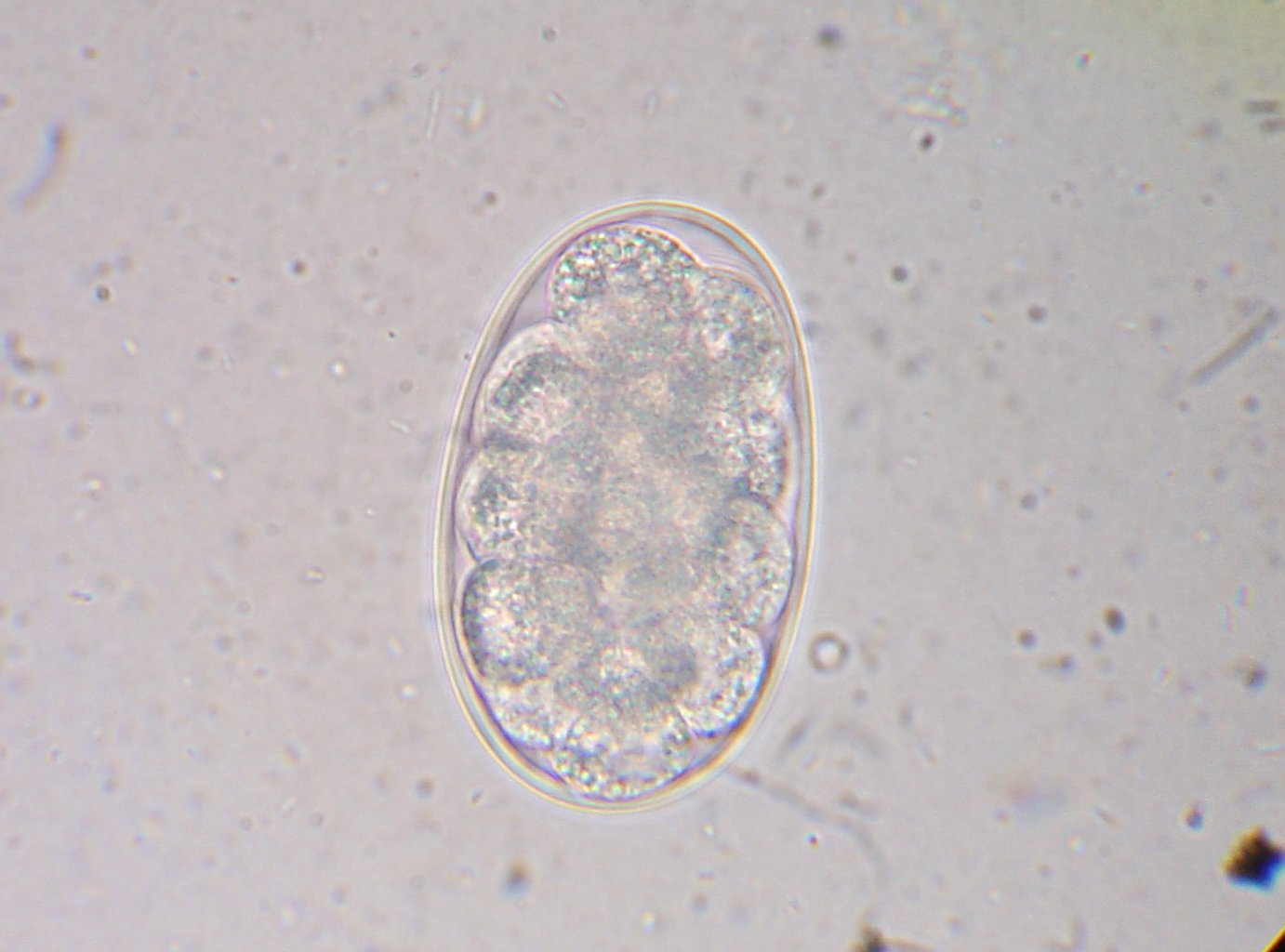
钩虫的卵

诊断依赖于在粪便显微镜检查中发现特征性的虫卵，虽然这在早期感染中是不可能的。大多数狗的早期感染症状包括跛行和肛门瘙痒。钩虫的卵呈卵形或椭圆形，长约60微米，宽约40微米，无色，不被胆汁染色，并具有薄而透明的壳膜。当钩虫将卵释放到肠道中时，卵中的卵子还未分节。在沿着肠道向下移动的过程中，卵子发育，因此通过粪便排出的卵是具有分段的卵子，通常有4至8个卵裂球。由于钩口线虫和板口线虫（以及大多数其他钩虫物种）的卵难以区分，为了鉴别它们的属，必须在实验室中培养它们。如果粪便样本在热带条件下放置一天或更长时间，幼虫就会孵化出来，因此卵可能不再明显。在这种情况下，有必要区分钩虫和类圆虫幼虫，因为后者的感染具有更严重的影响并且需要不同的处理方法。两种钩虫的幼虫也可以通过显微镜来区分，虽然通常不会常规进行，而是为了研究目的。成虫很少见（除非通过内窥镜检查、手术或尸检），但如果发现，将可以明确识别该物种。可根据颊腔的度（即口腔开口与食道之间的空间）进行分类，钩虫横杆状幼虫具有长颊腔；而类圆虫横杆状幼虫具有短颊腔。
最近的研究侧重于开发基于DNA的工具，以用于诊断感染、钩虫的特异性鉴定以及分析钩虫种群内的遗传变异。由于钩虫卵往往难以与其他寄生虫卵进行区分，因此PCR检测可以作为准确诊断粪便中钩虫的分子方法。

## 预防
感染性幼虫在潮湿的土壤环境中发育和生存，尤其是沙土和壤土。它们无法在黏土或泥浆中存活。主要的预防措施是遵循良好的卫生行为：
- 不要露天排便，而应在厕所内排便。
- 不得使用未经处理的人类排泄物或未经处理的污水作为农业肥料。
- 不要在已知的感染地区赤脚行走。
- 对宠物狗和猫进行驱虫。犬类和猫类的钩虫很少会在人体中发育成为成虫。但有些常见的犬钩虫如犬钩口线虫偶尔会在人体中发育成为成虫，引起嗜酸性粒细胞性胃肠炎（英语：Eosinophilic gastroenteritis），其侵入性幼虫会引起瘙痒性皮疹，称为皮肤幼虫移行症。

在美国，莫西菌素以（吡虫啉+莫西菌素）的局部溶液形式供狗和猫使用。它利用莫西菌素来控制和预防蛔虫、钩虫、心丝虫和鞭虫感染。

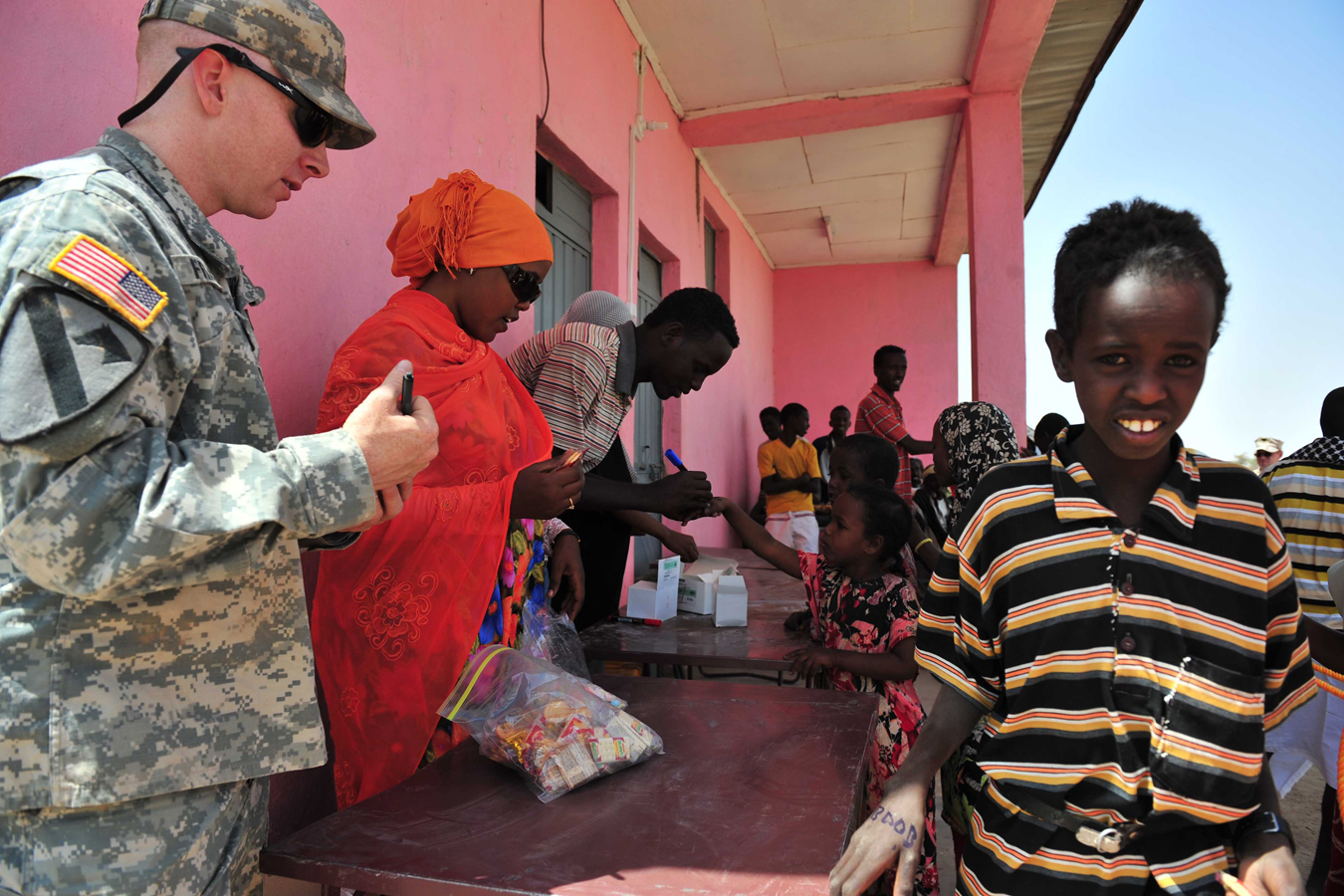
埃塞俄比亚儿童接受血吸虫和钩虫治疗

### 儿童
大部分公共卫生问题的焦点都集中在感染钩虫的儿童身上。这种对儿童的关注很大程度上是因为大量证据表明钩虫感染与学习障碍、缺勤增加和未来经济生产力下降之间存在密切联系。2001年，第54届世界卫生大会通过了一项决议，要求成员国在2010年前实现至少75%的有风险学龄儿童定期驱虫的最低目标。2008年，世界卫生组织发表了一篇关于治疗有风险学龄儿童的努力的报告。其中一些统计数据如下：
1. 130个流行国家中只有9个能够达到75％的目标
2. 在总共8.78亿有风险儿童中，只有不到7700万人受到治疗，这意味着只有8.78%的有风险儿童接受了钩虫感染的治疗。

### 校本大规模驱虫
校本大规模驱虫计划一直以来都是解决儿童钩虫感染问题最流行的策略。校本计划极具成本效益，因为学校已经拥有可用、广泛且可持续的基础设施，而且学校还配备了与社区关系密切的熟练劳动力。接受当地卫生系统的少量培训，教师就可以轻松地管理药物，而这些药物的费用通常每个儿童每年不到0.50美元。
然而，许多人开始质疑校本计划是否一定是最有效的方法。校本计划的一个重要问题是，该计划往往无法惠及未上学的儿童，从而忽视了大量有潜在风险的儿童。2008年，Massa等人的一项研究进一步深化了关于校本计划的争论。他们在坦桑尼亚的坦噶地区研究比较了社区导向治疗与校本治疗的效果。一个重要的结论是，采用社区导向治疗方法的村庄中，钩虫平均感染强度明显低于采用校本治疗方法的村庄。在该特定研究中采用的社区导向治疗模式允许村民通过自行选择社区药物分发员来管理抗蠕虫药物，以控制儿童的治疗。此外，村民还组织并实施了自己的方法，将药物分发给所有儿童。这种新模式所取得的积极成果凸显了在驱虫活动中大规模社区参与的必要性。

### 公共卫生教育
许多大规模驱虫计划还会将自身的努力与公共卫生教育相结合。这些卫生教育计划通常强会调重要的预防技巧，例如：饭前洗手，远离被人类粪便污染的水源或区域。这些计划可能还会强调必须穿鞋，但这些计划本身也有健康风险，而且可能效果不佳。全球各地城镇和村庄的鞋子穿着习惯是由文化信仰和社会教育水平决定的。穿鞋可以防止周围土壤中的钩虫穿透皮肤（如脚趾之间的区域）而引起钩虫感染。

### 环境卫生
1943年至1947年在密西西比州和佛罗里达州进行的钩虫防治运动表明，钩虫感染的主要原因是卫生条件差，这可以通过兴建和维护厕所来解决。尽管这些任务看似简单，它们却带来了重要的公共卫生挑战。大多数感染者来自卫生条件恶劣的贫困地区。因此，有潜在风险的儿童很可能无法获得干净的水来洗手，并且生活在没有适当卫生基础设施的环境中。因此，卫生教育必须在资源有限的情况下提出可行且可持续的预防措施。

### 综合方法
对许多公共卫生干预措施的评估普遍表明，通常归因于贫困的各个方面的改善（例如卫生设施、健康教育和基本营养状况）往往对传播的影响有限。例如，一项研究发现，在资源有限的社区引入厕所仅将钩虫感染的患病率降低了4%。然而，巴西萨尔瓦多的另一项研究发现，改善排水和污水处理（下水道）对钩虫感染的患病率有显着影响，但对钩虫感染的强度没有任何影响。这似乎表明，仅通过环境控制对钩虫传播的影响非常有限。因此，有必要进行更多的研究，以了解整合多种预防方法（包括教育、卫生设施和治疗）的综合计划的有效性和可持续性。

## 治疗

### 驱虫药
钩虫最常见的治疗药物是苯并咪唑，特别是阿苯达唑和甲苯咪唑。苯并咪唑通过与线虫的β-微管蛋白结合，抑制寄生虫内的微管的聚合作用，从而杀死成虫。在某些情况下，也可以使用左旋咪唑和噻嘧啶。2008年的一项研究发现，用于治疗钩虫感染的单剂量治疗的疗效如下：阿苯达唑为72%，甲苯咪唑为15%，噻嘧啶为31%。这证实了此前的观点，即阿苯达唑对于钩虫感染比甲苯达唑更有效。另外值得注意的是，世界卫生组织确实建议孕妇在妊娠三个月后进行驱虫治疗。同时，如果患者还患有贫血，应在驱虫治疗的同时每天服用硫酸亚铁（200毫克）3次，直至血红蛋白值恢复正常，这可能需要长达3个月的时间。
当钩虫仍在皮肤中时，可以通过局部冷冻疗法治疗钩虫感染。
阿苯达唑对于在肠道中的成虫，或是在皮肤下迁移的幼虫均有效。
如果出现缺铁性贫血，补充铁剂可以缓解的症状。然而，随着红细胞水平的恢复，可能会出现叶酸或维生素B12等其他必需物质的不足，因此这些物质也可能需要进行补充。
1910年代，治疗钩虫感染的常见药物包括百里酚、2-萘酚、氯仿、汽油和桉树油。到了1940年代，治疗方法选择使用四氯乙烯，在空腹状态下给予3至4cc，然后再服用30至45克硫酸钠。据统计，四氯乙烯对板口线虫感染的治愈率为80%，但对钩口线虫感染的治愈率仅为25%，并且常常使患者产生轻度中毒。

### 再感染和耐药性
与钩虫感染治疗相关的其他重要问题是再感染和耐药性。研究表明，治疗后的再感染率极高。一些研究甚至表明，在接受治疗的社区，30至36个月内钩虫感染率可达到治疗前的80%。虽然可能会发生再感染，但仍然建议进行定期治疗，因为这将最大限度地减少慢性后果的发生。此外，钩虫耐药性问题也越发受关注。家畜线虫已对一线驱虫药表现出了耐药性。一般来说，人类线虫由于繁殖时间较长、治疗频率较低且治疗更具针对性，因此不太可能产生耐药性。尽管如此，国际社会必须小心维持现有驱虫药的有效性，因为没有新的驱虫药处于后期开发阶段。

## 流行病学

2002年每10万居民的钩虫感染的失能调整生命年
没有数据
少于10
10–15
15–20
20–25
25–30
30–35
35–40
40–45
45–50
50–55
55–60
多于60

据估计，有5.76至7.4亿人感染了钩虫。在这些感染者中，约有8000万人受到严重影响。钩虫感染的主要原因是美洲板口线虫，它分布于美洲、撒哈拉以南非洲和亚洲。十二指肠钩口线虫分布于更分散的焦点环境中，即欧洲和地中海。大多数感染者集中在撒哈拉以南非洲和东亚/太平洋岛屿，分别估计有1.98亿和1.49亿感染者。其他受影响地区包括：南亚（5000万）、拉丁美洲和加勒比地区（5000万）以及中东/北非（1000万）。这些感染者大多数生活在卫生条件差的贫困地区。钩虫感染最为集中的地区是世界上最贫困的人群，他们每天的生活费不足2美元。
虽然钩虫感染可能不会直接导致死亡，但其对发病率的影响需要得到立即关注。在考虑失能调整生命年（DALY）时，包括钩虫感染在内的被忽视的热带疾病，与腹泻病、缺血性心脏病、疟疾和结核病一起成为发展中国家最重要的健康问题之一。
据估计，钩虫感染导致损失了多达2210万个失能调整生命年。近年来，人们越来越关注解决与钩虫感染相关的公共卫生问题。例如，比尔及梅琳达·盖茨基金会捐赠了3400万美元，用于对抗包括钩虫感染在内的被忽视的热带疾病。美国前总统克林顿还在2008年克林顿全球倡议（CGI）年会上宣布了一项为1000万儿童驱虫的重大承诺。
有关钩虫感染患病率的许多数字都是估计值，因为目前没有国际监测机制来确定其患病率和全球分布情况。一些患病率是通过世界各地流行地区的调查数据来衡量的。以下是关于钩虫流行地区患病率的一些发现。
印度西孟加拉邦胡格利县大吉岭（Pal等人，2007）
- 43%的感染率主要为美洲板口线虫，但也有一些十二指肠钩口线虫感染
- 钩虫感染量和贫血程度均在轻度范围内

中国海南省秀龙坎村（音译）（Gandhi等人，2001）
- 60%的感染率主要为美洲板口线虫
- 值得注意的趋势是，患病率随着年龄的增长而增加（约41岁的平台期），并且女性的患病率高于男性

越南西北部和平省（Verle等人，2003）
- 总共526个测试家庭中有52%被感染
- 无法识别物种，但之前在北越的研究报告称，超过95%的钩虫幼虫中有美洲板口线虫

巴西米纳斯吉拉斯州（Fleming等人，2006）
- 63%的感染率主要为美洲板口线虫

南非夸祖鲁-纳塔尔省（Mabaso等人，2004）
- 内陆地区美洲板口线虫患病率为9%
- 沿海平原地区美洲板口线虫患病率为63%

美国朗兹县（亚拉巴马州）
- 35%的感染率主要为美洲板口线虫

技术的发展也可能有助于更准确地绘制钩虫患病率图表。一些研究人员已经开始使用地理信息系统（GIS）和遥感（RS）来研究蠕虫的生态学和流行病学。Brooker等人 利用这项技术创建了撒哈拉以南非洲的蠕虫分布图。通过将卫星获取的环境数据与学校调查的患病率数据联系起来，他们能够创建详细的患病率图表。该研究重点关注多种蠕虫，但特别是钩虫方面有一些有趣的结论。与其他蠕虫相比，钩虫能够在更热的条件下生存，并且在温度范围的上限中广泛分布。
改进的分子诊断工具是另一项技术进步，可以帮助改善现有的患病率统计数据。近年来的研究重点是开发一种基于DNA的工具，该工具可用于感染诊断、钩虫特异性鉴定以及分析钩虫种群的遗传变异。这也可以作为针对钩虫感染的各种公共卫生措施的重要工具。目前，大多数有关诊断工具的研究都集中在创建一种快速且具有成本效益的检测方法，用于钩虫感染的特异性诊断。许多人希望它的开发可以在未来五年内实现。

## 历史

### 发现
现在被归因于钩虫感染的症状在古埃及的莎草纸献中出现（约公元前1500年），被描述为一种以贫血为特征的精神错乱。伊本·西那（Ibn Sina，也称Avicenna）是十一世纪的波斯医生，他在他的几位患者身上发现了钩虫，并将其与他们的疾病联系起来。后来，这种情况在英国、法国、德国、比利时、北昆士兰和其他地方的采矿业中明显普遍。
1838年，意大利医生[[安吉洛·杜比尼|安吉洛·杜比尼]]（Angelo Dubini）在对一名农妇进行尸检后发现了钩虫。杜比尼于1843年发表了详细信息，并将该物种鉴定为十二指肠钩口线虫。1852年，在埃及医疗系统工作的德国医生西奥多·比尔哈茨在借鉴同事威廉·葛利辛格的研究成果的基础上，在尸检过程中发现了钩虫，并进一步将它们与当地流行的低色素性贫血（今天可能被称为缺铁性贫血）联系起来。
25年后，意大利圣哥达铁路隧道工地爆发了一次腹泻和贫血流行病。在1880年的一篇论文中，医生卡米洛·博佐洛（Camillo Bozzolo）、爱德华多·佩龙西托（Edoardo Perroncito）和路易吉·帕利亚尼（Luigi Pagliani）正确地假设钩虫与工人必须在15公里长的隧道内排便以及许多人穿着破旧的鞋子有关。工作环境经常积水，有时深及膝盖，幼虫能够在水中存活数周，使它们能够感染许多工人。1897年，确定了皮肤是感染的主要途径，并阐明了钩虫的生物生命周期。

### 根除计划
1899年，美国寄生虫学家查尔斯·沃德尔·斯泰尔斯（Charles Wardell Stiles）发现美国南部出现的进行性恶性贫血是由十二指肠钩口线虫引起的。1900年代的测试显示，学龄儿童中感染情况非常严重。在波多黎各，美国陆军医生贝利·阿什福德（Bailey K. Ashford）在1903年至1904年期组织并开展了寄生虫治疗活动，治愈了约30万人（占波多黎各人口的三分之一），并将贫血症死亡率降低了90%。

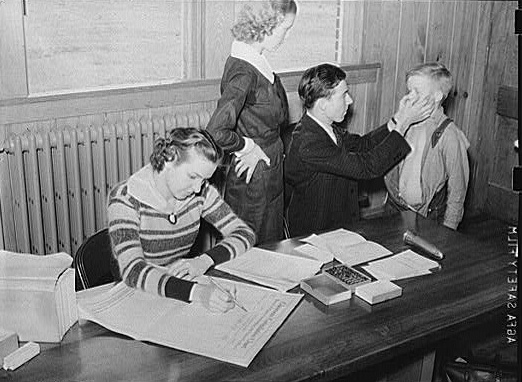
1939年，阿拉巴马州科菲县，一名医生在检查一名男孩是否有钩虫感染迹象

1909年10月26日，由于老约翰·洛克菲勒（John D. Rockefeller, Sr.）捐赠100万美元，成立了洛克菲勒根除钩虫病卫生委员会。这个为期五年的计划取得了巨大成功，为美国公共卫生做出了巨大贡献，在美国南部十一个州进行了公共教育、药物治疗、实地工作和现代政府卫生部门建设。钩虫展览是1910年密西西比州博览会的重要组成部分。
该委员会发现，平均40%的学龄儿童感染了钩虫。在根除计划实施前，钩虫感染水平较高的地区在干预后入学率、出勤率和识字率都有较大提高。计量经济学研究表明，这种影响无法用多种替代因素来解释，包括各地区的差异趋势、农产品价格的变动、某些教育和卫生政策的变化以及根除疟疾的影响。对于成年人来说，由于他们先前的感染率低得多，没有发现显着的同期结果，因此他们从干预中受益较少。该计划几乎消灭了钩虫，并在之后得到了新的资金支持，由洛克菲勒基金会国际卫生部门管理。
洛克菲勒基金会在墨西哥开展的钩虫防治运动展示了科学和政治如何在制定卫生政策中发挥作用。该运动汇集了政府官员、卫生官员、公共卫生工作者、洛克菲勒官员和社区人员。这项运动的发起目的是为了根除墨西哥的钩虫。尽管该运动没有着重长期治疗，但它确实确定了墨西哥与洛克菲勒基金会之间的关系条款。该运动背后的科学知识有助于制定公共卫生政策，改善公共卫生并在美国和墨西哥之间建立牢固的关系。
1920年代，根除钩虫运动扩展到了加勒比海和拉丁美洲。18世纪末，西印度群岛报导了大量的钩虫感染死亡病例，巴西和其他热带及亚热带地区也有相关描述。

### 治疗
20世纪初的治疗方法是使用泻利盐来减少保护性黏液，然后使用百里酚来杀死钩虫。到了1940年代，四氯乙烯成为主要方法。直到20世纪中期，新的有机药物化合物才被开发出来。

## 研究

### 妊娠期贫血
据估计，发展中国家有三分之一的孕妇感染钩虫，56%的孕妇患有贫血，所有孕产妇死亡中有20%与贫血直接或间接相关。这样的数字引起了人们对怀孕期间钩虫相关贫血这一话题产生了更多的兴趣。由于慢性钩虫感染通常会导致贫血，许多人质疑钩虫治疗是否会影响严重贫血率的变化，从而影响母婴的健康。大多数证据表明，钩虫导致孕产妇贫血，因此生活在流行地区的所有育龄妇女都应定期接受驱虫治疗。世界卫生组织甚至建议受感染的孕妇在妊娠早期接受治疗。不管这些建议如何，只有马达加斯加、尼泊尔和斯里兰卡将驱虫纳入其产前护理计划。
没有对孕妇进行驱虫治疗的原因在于大多数人仍然担心驱虫治疗会导致不良的分娩结果。但是，2006年Gyorkos等人的一项研究发现，将一组接受甲苯咪唑治疗的孕妇与一个接受安慰剂的对照组进行比较时，两组的不良分娩结果率相当相似。治疗组的不良分娩结果为5.6%，而对照组的不良分娩结果为6.25%。此外，Larocque等人的研究表明，治疗钩虫感染实际上给婴儿带来了积极的健康效果。这项研究的结论是，与安慰剂对照组相比，在产前护理期间使用甲苯咪唑加铁剂治疗可显着降低极低出生体重婴儿的比例。迄今为止的研究已经验证了在怀孕期间治疗感染钩虫的孕妇这一建议。
一项研究发现，在第二个孕期服用单剂驱虫药可能在高寄生虫患病率地区减少孕妇贫血和寄生虫患病率。
关于钩虫感染的严重程度以及钩虫的种类与孕期的钩虫相关性贫血之间的关系尚未进行研究。此外，还需要在世界不同地区进行更多研究，以查看已完成研究中发现的趋势是否持续存在。

### 疟疾合并感染
钩虫和恶性疟原虫的共同感染在非洲很常见。尽管确切数字尚不清楚，但初步分析估计，多达四分之一的非洲学龄儿童（1780至3210万名5至14岁儿童）可能同时面临感染恶性疟原虫和钩虫的风险。虽然最初的假设认为多种寄生虫的共同感染会损害宿主对单一寄生虫的免疫反应，并增加患临床疾病的易感性，但研究却得出了相反的结果。例如，在塞内加尔的一项研究表明，与没有寄生虫感染的儿童相比，有寄生虫感染的儿童患临床疟疾感染的风险增加，而其他研究未能重复这样的结果，即使在实验室的小鼠实验中，寄生虫对疟原虫的影响也是多变的。
在非洲，钩虫和疟原虫的共感染是常见的。虽然确切的数字尚不清楚，初步分析估计多达四分之一的非洲学龄儿童（5-14岁的1,780-3,210万儿童）可能同时面临感染疟原虫和钩虫的风险。虽然最初的假设认为与多种寄生虫的共感染将削弱宿主对单一寄生虫的免疫反应，并增加患临床疾病的易感性，但研究结果却产生了不同的结论。例如，塞内加尔的一项研究显示，与没有寄生虫感染的儿童相比，有寄生虫感染的儿童患临床疟疾感染的风险增加，而其他研究未能重复这样的结果，即使在实验室的小鼠实验中，寄生虫对疟原虫的影响也是多变的。
一些假设和研究表明，由于可能调节促炎症和抗炎症细胞因子反应，蠕虫感染可能可以保护我们免受脑疟疾。此外，这种假定的疾病易感性增加的机制尚不清楚。例如，蠕虫感染会引起强烈且高度极化的免疫反应，表现为辅助性T细胞2型（Th2）细胞因子和免疫球蛋白E（IgE）的产生增加。然而，这种反应对人体免疫反应的影响尚不清楚。此外，疟疾和蠕虫感染均可引起贫血，但人们对同时感染和可能加剧贫血的影响知之甚少。

### 卫生假说和钩虫疗法
卫生假说指出，缺乏与传染性病原体的接触的婴儿和儿童更容易通过免疫系统发育的调节而患过敏性疾病。该理论最初由大卫·斯特拉坎（David P. Strachan）提出，他指出花粉热和湿疹在大家庭的儿童中不太常见。从那时起，研究就注意到胃肠道蠕虫对发展中国家儿童过敏的影响。例如，在冈比亚的一项研究发现，一些村庄消灭蠕虫导致儿童皮肤过敏反应增加。

### 疫苗
虽然每年或每半年进行大规模驱蠕虫药物分发是公共卫生干预的一个关键方面，但许多人已经意识到，由于贫困、高再感染率以及随着重复使用药物效力降低等因素，这种方法是不可持续的。因此，当前的研究重点是开发一种可以整合到现有控制计划中的疫苗。疫苗开发的目标不一定是创造一种具有消除性免疫或完全抵抗免疫的疫苗。一种能够降低接种者发生严重感染的可能性，从而减少血液和营养水平下降的疫苗，仍然可能对全世界的高疾病负担产生重大影响。
目前的研究侧重于针对蠕虫发育的两个阶段，即幼虫阶段和成虫阶段。有关幼虫抗原的研究主要集中在属于病程相关蛋白超家族的蛋白质，即钩虫分泌蛋白（Ancylostoma Secreted Proteins）。尽管最初时是在钩口线虫中被描述，但这些蛋白质也已成功地从美洲板口线虫的分泌产物中分离出来。美洲板口线虫ASP-2（Na-ASP-2）是目前领先的幼虫阶段钩虫疫苗候选药物。已经进行了一项随机、双盲、安慰剂对照的研究，36名无钩虫感染史的健康成年人接受3次肌内注射不同浓度的Na-ASP-2，并在最后一次接种后观察6个月。该疫苗诱导了显着的抗Na-ASP-2 IgG和细胞免疫反应。此外，它是安全的，不会产生使人衰弱的副作用。该疫苗目前正处于第一阶段试验，在巴西，已有先前感染记录的健康成年志愿者正在按照最初研究中使用的相同时间和剂量浓度接受接种。如果这项研究成功，下一步将进行第二阶段试验，以评估疫苗接种者中钩虫感染的比率和强度。由于Na-ASP-2疫苗仅针对幼虫阶段，因此参与研究的所有受试者在接种疫苗之前都必须接受抗蠕虫药物治疗以消除成虫，这一点至关重要。
成虫钩虫抗原也被确定为有潜力的疫苗候选者。当成虫附着在人类宿主的肠黏膜上时，红细胞在蠕虫的消化道中破裂，导致游离血红蛋白释放，随后通过蛋白水解级联降解。负责这种蛋白水解级联的几种蛋白质对于蠕虫的营养和生存也至关重要。因此，能够诱导这些抗原的抗体的疫苗可能会干扰钩虫的消化途径，危害蠕虫的生存。已经确定了三种蛋白质，即天冬氨酸蛋白酶-血红蛋白酶APR-1（Aspartic protease-hemoglobinase APR-1）、半胱氨酸蛋白酶-血红蛋白酶CP-2（Cysteine protease-hemoglobinase CP-2）和谷胱甘肽S-转移酶。接种APR-1和CP-2可以减少狗的失血量和粪便虫卵计数。对于APR-1，疫苗接种甚至可以减少蠕虫负担。目前的研究在至少开发其中一个抗原作为重组蛋白用于临床试验中的测试阶段受到了阻碍。

## 术语
钩虫（Hookworm）是一种寄生虫，但术语“钩虫”有时会用于指钩虫感染。